# Matthew Lowton
Matthew John Lowton, né le 9 juin 1989 à Chesterfield, est un footballeur anglais qui évolue au poste de défenseur.

## Biographie
Le 6 juillet 2012, il rejoint Aston Villa. Il dispute 82 matchs avec le club, avant de signer pour Burnley le 22 juin 2015 pour environ 1 million de livres.
Le 31 juillet 2018, il prolonge son contrat avec les Clarets jusqu'en 2021, alors que son précédent contrat expirait en 2020.
Le 4 janvier 2023, il est prêté à Huddersfield.

## Palmarès
- Champion de Football League Championship (2e division) en 2016 avec Burnley